# Гранувко (Великопольське воєводство)
Гранувко (пол. Granówko) — село в Польщі, у гміні Граново Гродзиського повіту Великопольського воєводства.
Населення — 403 особи (2011).
У 1975-1998 роках село належало до Познанського воєводства.

## Демографія
Демографічна структура станом на 31 березня 2011 року:
|          | Загалом | Допрацездатний вік | Працездатний вік | Постпрацездатний вік |
| -------- | ------- | ------------------ | ---------------- | -------------------- |
| Чоловіки | 200     | 48                 | 130              | 22                   |
| Жінки    | 203     | 56                 | 106              | 41                   |
| Разом    | 403     | 104                | 236              | 63                   |